# Perfect (zespół muzyczny)
Perfect – polski zespół rockowy, założony na przełomie 1977 i 1978 roku w Warszawie. Za oficjalny start działalności zespołu przyjmuje się jednak rok 1980, gdy do współzałożycieli zespołu – Zbigniewa Hołdysa i Zdzisława Zawadzkiego dołączyli: perkusista Piotr Szkudelski, gitarzysta Ryszard Sygitowicz i wokalista Grzegorz Markowski. W tym składzie zespół osiągnął największą popularność.
Z okresu największej popularności grupy (do pierwszego rozwiązania w 1983) pochodzą jej największe przeboje, m.in.: „Nie płacz Ewka”, „Chcemy być sobą”, „Ale wkoło jest wesoło”, „Niewiele ci mogę dać” czy „Autobiografia”. W 1987 roku formacja wznowiła działalność na kilka koncertów, w latach 1989–1992 występowała bez Grzegorza Markowskiego (w tym okresie rolę wokalisty pełnił Zbigniew Hołdys). W 1993 zespół reaktywował się bez udziału Hołdysa i prowadził stałą działalność do 2021, kiedy ogłosił jej zakończenie. Ostatni raz z Grzegorzem Markowskim wystąpił 22 października 2023.
W 2025 reaktywował się z nowym wokalistą, którym został Łukasz Drapała.

## Historia

### Początki (1977–1980)
Choć za oficjalną datę założenia Perfectu uważa się rok 1980, to jego początki sięgają przełomu lat 1977–1978. Grupa powstała w Warszawie na łamach zespołu utworzonego z inicjatywy perkusisty Wojciecha Morawskiego i gitarzysty basowego Zdzisława Zawadzkiego, byłych członków Breakoutu, z którymi współpracowały wokalistki Ewa Konarzewska i Barbara Trzetrzelewska (dawniej Alibabki). Zespół wykonywał covery utworów popowych i grał w warszawskich lokalach rozrywkowych.

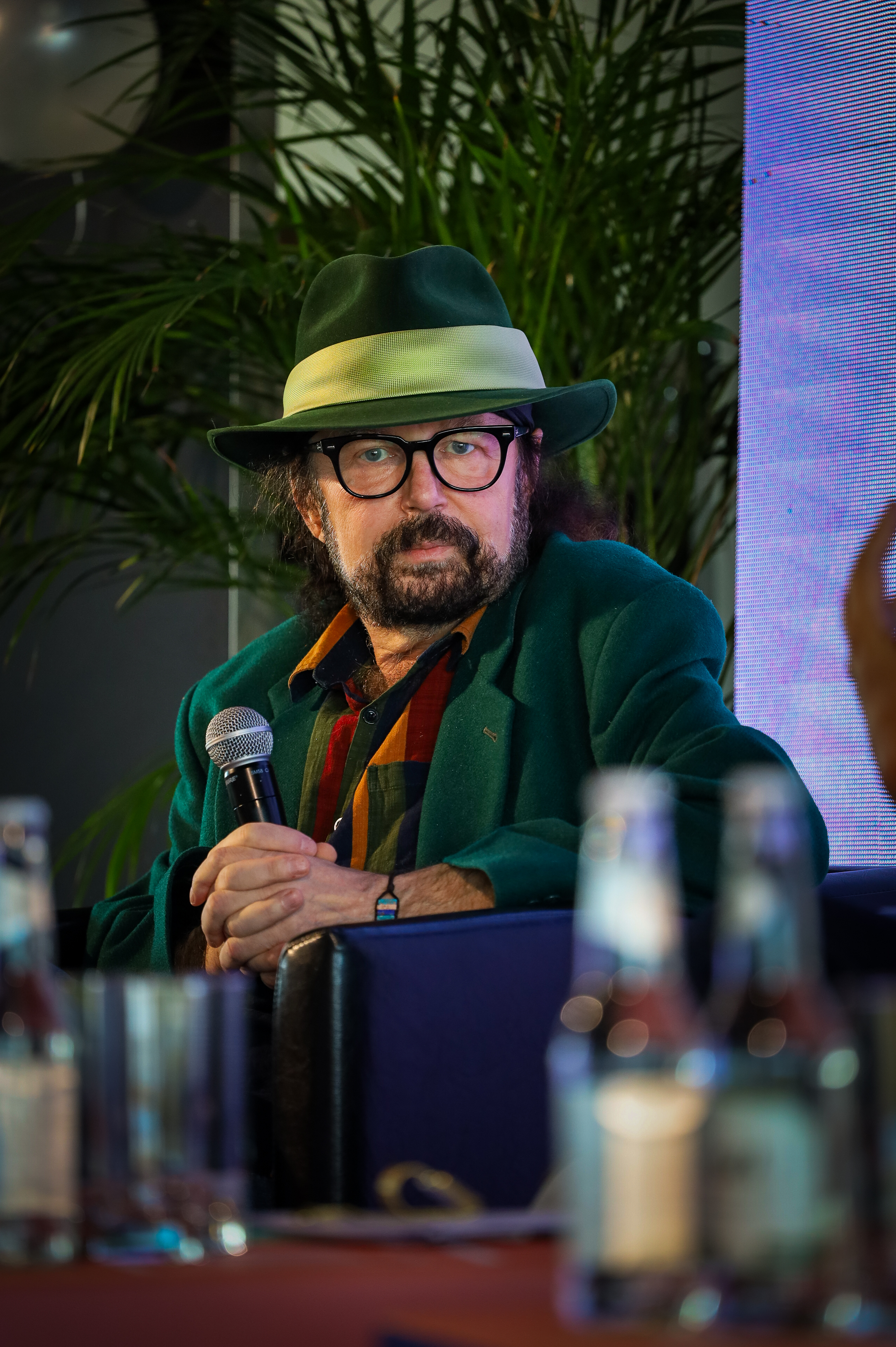
Zbigniew Hołdys – lider, gitarzysta, wokalista, kompozytor i autor tekstów zespołu (w latach 1978–1992)

W 1977 roku Wojciech Morawski i Zdzisław Zawadzki wzięli udział w nagraniu utworu Zbigniewa Hołdysa „Co się stało z Magdą K.”, tuż potem zawiązali z nim stałą współpracę. Latem 1978 Zbigniew Hołdys oficjalnie dołączył do zespołu i już wkrótce napisał kilka utworów, m.in. „Jego nie ma” i „Nie ma mogiły rock and rolla”. Wkład Hołdysa okazał się na tyle istotny, że wkrótce przejął funkcję lidera grupy. Wraz z końcem roku, nawiązał współpracę z klawiszowcem Pawłem Tabaką, którego zwerbował do zespołu. Pierwotną nazwą grupy, zaproponowaną przez Tabakę, była Perfect Super Show and Disco Band. Pochodziła ona od nazwiska Christine Perfect-McVie, która w zespole Fleetwood Mac śpiewała i grała na instrumentach klawiszowych. Ostatecznie nazwa zespołu została skrócona do Perfect. W ankiecie pisma „Non Stop” Perfect został uznany za debiut 1978, a utwór „Jego nie ma” za najlepszy utwór rockowy. Autorem logo zespołu był plastyk Edward Lutczyn.
W początkowym okresie istnienia grupa grała także w charakterze zespołu towarzyszącego. Na koncertach oraz w nagraniach studyjnych towarzyszyła znanym gwiazdom, m.in. Annie Jantar i Halinie Frąckowiak. Nagrała również longplay Haliny Żytkowiak pt. Jestem tylko dziewczyną, w zamian otrzymując kontrakt na wyjazd do Stanów Zjednoczonych, gdzie występowała w polonijnych klubach nocnych i dzielnicach Chicago. Po powrocie do kraju w 1979, Hołdys rozwiązał współpracę z Konarzewską i Trzetrzelewską, następnie z zespołem pożegnali się Tabaka i Morawski – ten drugi przeszedł do Porter Bandu.

### Największa popularność (1980–1987)
W 1980 zespół zasilili dwaj warszawscy muzycy: gitarzysta Ryszard Sygitowicz oraz perkusista Piotr Szkudelski, obaj wcześniej grający z Hołdysem w grupie Dzikie Dziecko. Niedługo potem z grupą związał się wokalista Grzegorz Markowski, mający za sobą występy w grupie wokalnej Victoria Singers, z której wywodzi się zespół Vox. Jesienią tegoż roku formacja, pod artystycznym kierownictwem Hołdysa, zaczęła przybierać stricte rockowy charakter. Pierwszy koncert w składzie: Hołdys, Markowski, Sygitowicz, Zawadzki i Szkudelski zagrali w drugiej połowie 1980 w jednym z akademickich klubów w Poznaniu. Po koncercie wraz z całą publicznością uczcili narodziny nowego Perfectu. 

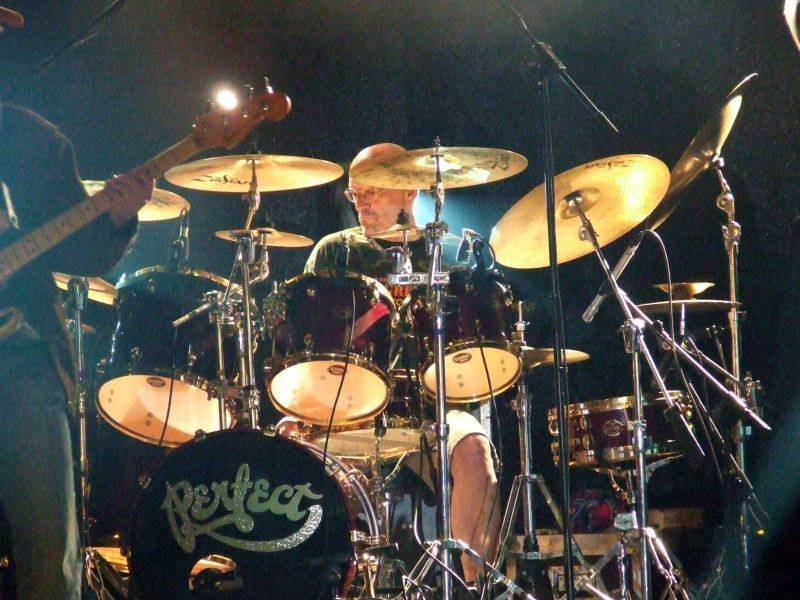
Piotr Szkudelski – perkusja, instrumenty perkusyjne (w latach 1980–2020)

Głównym miejscem prób zespołu był warszawski klub Stodoła, gdzie w Sylwestra 1980 muzycy zadebiutowali z nowym repertuarem. W zaledwie kilka miesięcy stali się jedną z najpopularniejszych grup rockowych na polskiej scenie muzycznej. W 1981 wystąpili m.in. w ramach Krajowego Festiwalu Piosenki Polskiej w Opolu i podczas Rock Jamboree w Warszawie. Przystąpili również do rejestracji materiału studyjnego. Po odbyciu sesji nagraniowej zagrali m.in. w Domu Kultury Zakładów Ursus. Część nagranych utworów zamieścili na maxi-singlu wydanym nakładem firmy fonograficznej Tonpress, na którym znalazły się utwory – „Chcemy być sobą”, „Coś dzieje się w mej biednej głowie”, „Bla, bla, bla” i „Nie płacz Ewka”. Maxi-singiel był jednocześnie zapowiedzią pierwszego albumu grupy.

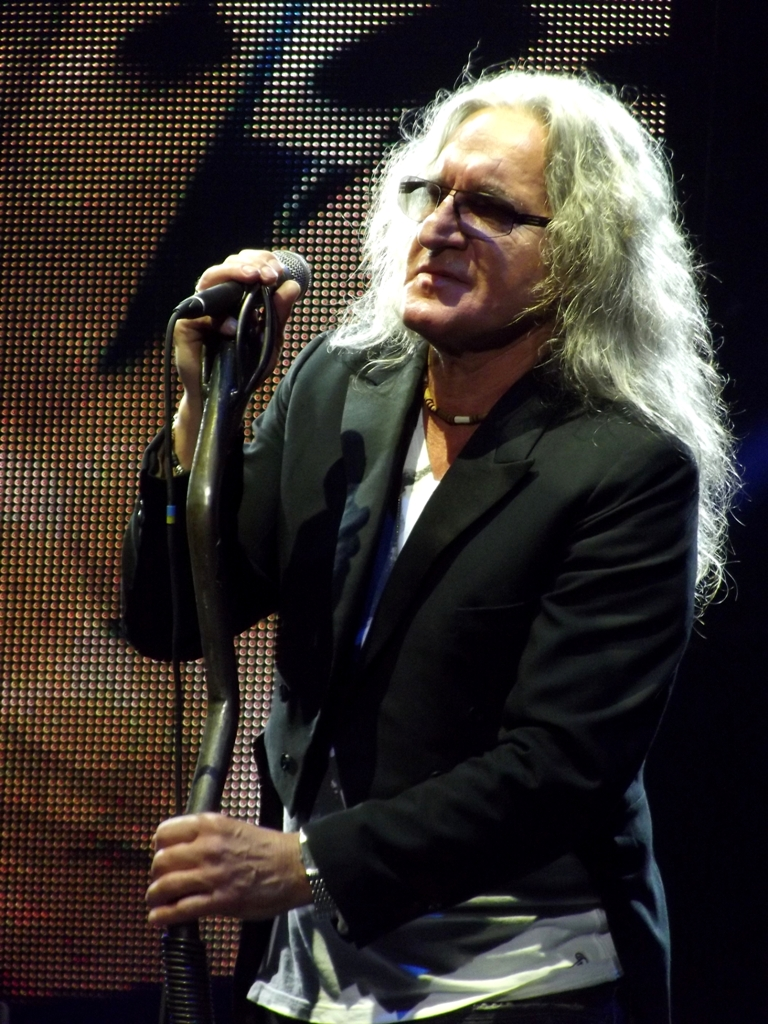
Grzegorz Markowski – wokalista (w latach 1980–1987, 1993–2021, 2023)

W 1982 ukazała się pierwsza płyta zespołu tzw. biały album (od koloru okładki), na której znalazł się materiał nagrany w 1981 podczas dwóch sesji zrealizowanych w studiu M1 przy ul. Myśliwieckiej w Warszawie dla Polskiego Radia z wyjątkiem czterech utworów – „Czytanka dla Janka”,, „Coś dzieje się w mej biednej głowie”, „Nasza muzyka wzbudza strach” i „Wieczorny przegląd moich myśli”. Zespół nie zrezygnował jednak z tych piosenek uzupełniając nimi repertuar koncertowy. Debiutancki album zespołu sprzedał się w nakładzie ok. miliona egzemplarzy. Na listach przebojów ulokowały się m.in. utwory „Ale wkoło jest wesoło” i „Niewiele ci mogę dać”. Zespół w składzie: Hołdys, Markowski, Sygitowicz, Zawadzki, Szkudelski dokonał jeszcze trzech nagrań – „Po co?”, „Opanuj się” i „Pepe wróć”. Dwa ostatnie z nich umieścił na singlu Tonpressu, który ukazał się na rynku w 1982 roku. W grudniu 1981 zespół zawiesił działalność z powodu wprowadzenia stanu wojennego.
Rok 1982 przyniósł zmiany personalne w składzie grupy: nowym gitarzystą w zespole został Andrzej Urny, zajmując miejsce Ryszarda Sygitowicza, z kolei miejsce basisty Zdzisława Zawadzkiego zajął Andrzej Nowicki. W nowym składzie Perfect zadebiutował w warszawskiej „Stodole” w październiku 1982, gdzie dał dwa występy, podczas których zaprezentował nowy repertuar. Nagrania z tych występów umieścił na swoim pierwszym koncertowym albumie pt. Live, który ukazał się na początku 1983.
W 1982 zespół zarejestrował także materiał na drugi studyjny album pt. UNU, który ukazał się wiosną 1983. Premierę albumu poprzedzał wydany w 1982 singiel z utworami „Idź precz” i „Moja magiczna różdżka”. Z tego okresu pochodzą inne przeboje autorstwa Zbigniewa Hołdysa i Bogdana Olewicza, tj. „Autobiografia”, „Objazdowe nieme kino” i „Wyspa, drzewo, zamek”. Zespół był wówczas jedną z najpopularniejszych grup muzycznych w Polsce, odnosząc duże sukcesy na rynku płytowym oraz na listach przebojów. W 1983 wydał również singla z utworami – „Zamieniam się w psa” i „Dla zasady nie ma sprawy”. Na wiosnę utwór „Pepe wróć”, krótko przed jego premierą, był promowany na antenie radiowej Trójki – puszczano sam wokal Grzegorza Markowskiego, wykonującego fragment:

Odkąd ciebie brak,

tracę dobry smak,

błagam, Pepe wróć.

W marcu 1983 Zbigniew Hołdys ogłosił decyzję o rozwiązaniu zespołu, który koncertował jeszcze przez trzy miesiące. Ostatni występ Perfectu miał miejsce w trakcie koncertu „Muzyka w serca wstąpi nam” podczas 20. KFPP w Opolu. W następnych latach (1983–1987) Hołdys współtworzył inne projekty muzyczne, takie jak: I Ching, Morawski Waglewski Nowicki Hołdys i Plugawy Anonim. Sesję nagraniową albumu I Ching Hołdys rozpoczął jeszcze w grudniu 1982, a do współpracy nad projektem zaprosił m.in. trzech muzyków związanych z Perfectem – basistę Andrzeja Nowickiego oraz perkusistów Piotra Szkudelskiego i Wojciecha Morawskiego. Za warstwę tekstową na płycie odpowiadał Bogdan Olewicz. W tym samym okresie Markowski prowadził solową karierę i nagrywał utwory z grupami Hazard i Samolot. W 1984 wiziął udział w nagraniu albumu kompilacyjnego różnych wykonawców Żeglując w dobry czas. W 1986 z muzykami zespołu Samolot, nagrał solowy album pt. Kolorowy telewizor (wyd. 1987).
W 1987 Perfect reaktywował się na krótko, by zagrać koncerty w Hali Olivia w Gdańsku (1 kwietnia), w katowickim Spodku (23 maja), na Stadionie Dziesięciolecia w Warszawie dla 40 tys. osób (12 września) oraz jeden kameralny w klubie Akant w Katowicach (wrzesień). Poza tymi czterema koncertami w Polsce Perfect zagrał też 1 sierpnia 1987 w Cieszynie. Plany zespołu związane z powrotem na scenę muzyczną związane były również z zarejestrowaniem nowego materiału i nagraniem płyty studyjnej. Hołdys jednak dość szybko stracił zainteresowanie tymi zamierzeniami. Jedynym wydawnictwem dokumentującym ten okres zespołu był album koncertowy pt. Live April 1’1987 zawierający utwory zagrane przez zespół podczas występu w Hali Olivia, który ukazał się w formacie trzech płyt winylowych.

### Wyjazd do USA (1989–1993)

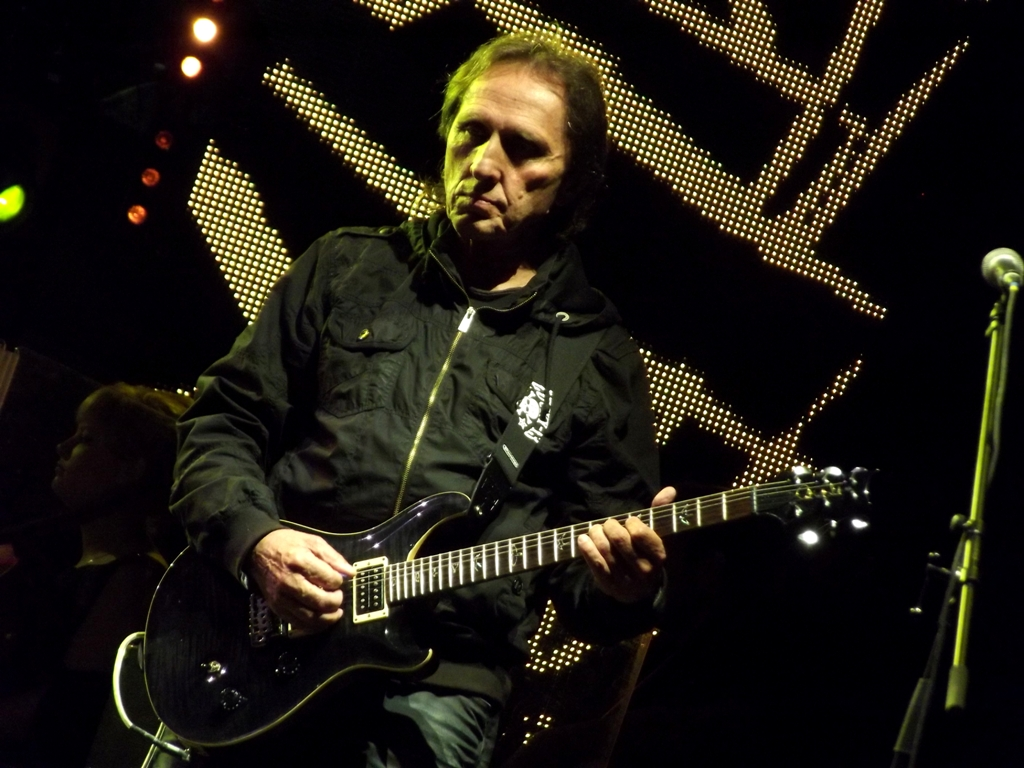
Jacek Krzaklewski – gitarzysta (w latach 1989–1991, 1994–2021, 2023 i od 2025)

W 1989 Perfect bez Markowskiego, ale z Hołdysem jako głównym wokalistą, wyjechał do USA, gdzie zagrał szereg koncertów w amerykańskich klubach w Nowym Jorku, Los Angeles i San Francisco. Między innymi jako pierwszy zespół z Europy Środkowej wystąpił w nowojorskim klubie CBGB. Skutkiem koncertów granych wyłącznie dla amerykańskiej publiczności były znakomite recenzje w mediach (telewizja ABC, dziennik „The New York Times”, magazyny „Newsweek”, „The Village Voice” i „Spin”). Zespół w składzie: Zbigniew Hołdys (gitara, śpiew), Mieczysław Jurecki (gitara basowa), Jacek Krzaklewski (gitara), Piotr Szkudelski (perkusja) zarejestrował anglojęzyczne wersje utworów „Niewiele ci mogę dać” („I wish I could give you more”), „Po co?” („What for?”) i „Ale wkoło jest wesoło” („Golly Gee The Ball is Rolling”). „What for?” został umieszczony na albumie kompilacyjnym 1971–1991 Historie Nieznane wydanym w 1993 nakładem firmy fonograficznej Intersonus, zawierającym niepublikowane dotąd nagrania zespołu, a także innych projektów muzycznych Zbigniewa Hołdysa. W zamierzeniach miał być ostatnią płytą zwieńczającą działalność zespołu Perfect. Niespełna rok przed premierą wydawnictwa, w 1992, Hołdys po raz kolejny rozwiązał zespół i na wiele lat wycofał się z życia muzycznego.

### Reaktywacja bez Zbigniewa Hołdysa (1993–1995)

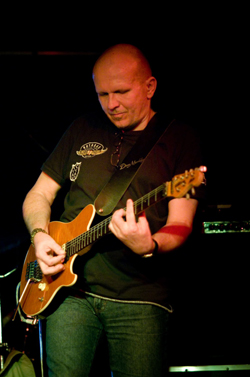
Ryszard Sygitowicz – gitarzysta, kompozytor (w latach 1980–1981, 1993–1997)

W 1993 grupa powróciła na stałe w składzie: Grzegorz Markowski (śpiew), Andrzej Nowicki (gitara basowa), Andrzej Urny (gitara), Ryszard Sygitowicz (gitara), Piotr Szkudelski (perkusja); dając koncerty w Hamilton, Toronto (dwukrotnie), Calgary, Edmonton i Vancouver. Inicjatorem reaktywacji był wieloletni menedżer zespołu Seweryn Reszka. W nowym składzie zabrakło Zbigniewa Hołdysa z powodu afery związanej z wydaniem albumu Live April 1’1987 na nośniku CD.

Okazało się, że firma Polton wydała na 2 CD nasze 3 LP Live. April 1, 1987. Afera polegała na tym, że Hołdys zgarnął całą kasę, twierdząc, że to jego nagrania. Tymczasem był[a] to nasza wspólna własność, wszak zapłaciliśmy za te nagrania pół miliona zł z honorarium za koncert w hali „Olivia” w Gdańsku. Istniał procentowy podział [...] Kiedy dotarły do mnie te dwa trefne CD oniemiałem. Inna okładka, moje nazwisko zniknęło, a w środku teksty o koncercie… na Stadionie X Lecia, który odbył się wszak 12 września, a nie 1 kwietnia 1987 r. Wyglądało na to, że mój były przyjaciel nie tylko mnie zdradził, ale i okradł. Byłem w szoku. Poza tym czułem się odpowiedzialny przed resztą zespołu. To ja byłem ostatnim managerem, to ja podpisałem i miałem umowę dotyczącą tych nagrań. Gdy ochłonąłem zacząłem na chłodno kalkulować. Pieniędzy nie odzyskamy. Sądy w Polsce? Nie działają. Pozostało mi samemu wymierzyć mu karę, a przy okazji zrobić coś dobrego dla polskiego rocka. – Seweryn Reszka

8 stycznia 1994 Perfect zagrał koncert w katowickim Spodku, który został zarejestrowany i wydany na płycie pt. Katowice Spodek Live ’94. Zespół wydał także pierwszy po powrocie studyjny album z nowym materiałem pt. Jestem. Jeszcze przed nagraniem albumu do zespołu na stałe powrócił Jacek Krzaklewski zastępując Andrzeja Urnego. Album Jestem cieszył się popularnością, czego wyrazem było uzyskanie statusu złotej płyty. Pochodzą z niego kolejne przeboje grupy, takie jak „Nie daj się zabić”, „Całkiem inny kraj”, czy „Kołysanka dla nieznajomej”.
W 1995 zespół z okazji udanego powrotu na scenę zagrał duży, ponad dwugodzinny koncert na Kortach Legii, gdzie wystąpił z zaproszonymi gośćmi. W koncercie gościnnie wzięli udział: Pola Raksa (w utworze „Autobiografia”), Wojciech Pytkowski („Ołowiana kula”), Dariusz Kozakiewicz („Nie igraj ze mną wtedy kiedy gram”), Andrzej Urny („A kysz, biała mysz”), Czesław Niemen („Dziwny jest ten świat”) i Krzysztof Cugowski („Nie płacz Ewka”). Tego samego roku, Perfect wraz z Budką Suflera wziął udział w ogólnopolskiej trasie koncertowej pod hasłem Giganci Rocka.

### Zmiany personalne w drugiej połowie lat 90. (1996–2000)
W 1996 zespół pracował nad nowym albumem studyjnym. W 1997 wydał płytę pt. Geny, która zawiera przebój „Niepokonani”. Krążek otrzymał status złotej płyty. Po wydaniu albumu z zespołu odszedł Ryszard Sygitowicz, którego miejsce zajął Dariusz Kozakiewicz. 

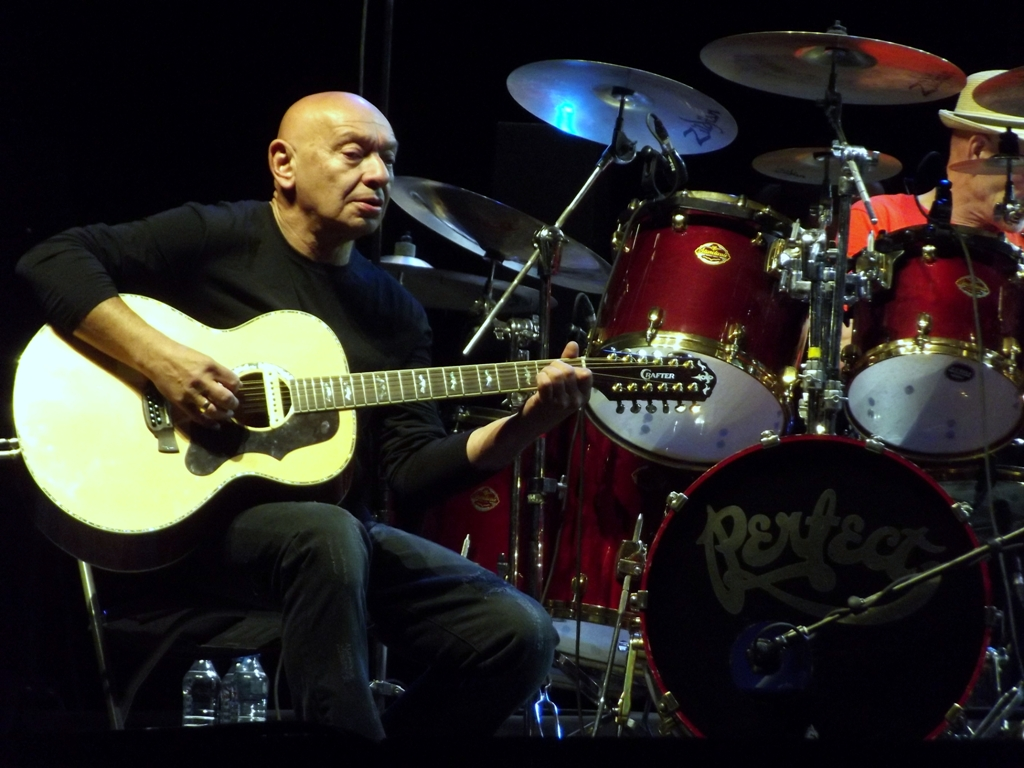
Dariusz Kozakiewicz – gitarzysta, kompozytor (w latach 1997–2021, 2023 i od 2025)

Grupa została zaproszona przez Jana Borysewicza do udziału w nagraniu albumu kompilacyjnego różnych wykonawców pt. Być wolnym. Zespół umieścił na nim premierowy utwór, balladę autorstwa Andrzeja Nowickiego, „Na dzikiej łącze”. Wydawnictwo promowało utwór „Choćby nie wiem co”, w którym partie gitarowe zagrali Dariusz Kozakiewicz i Ryszard Sygitowicz. Chwilę potem zespół opuścił także Andrzej Nowicki, ustępując miejsca Piotrowi Urbankowi. W tym samym roku Grzegorz Markowski gościnnie wziął udział w nagraniu piosenki dla powodzian „Moja i twoja nadzieja ’97”.

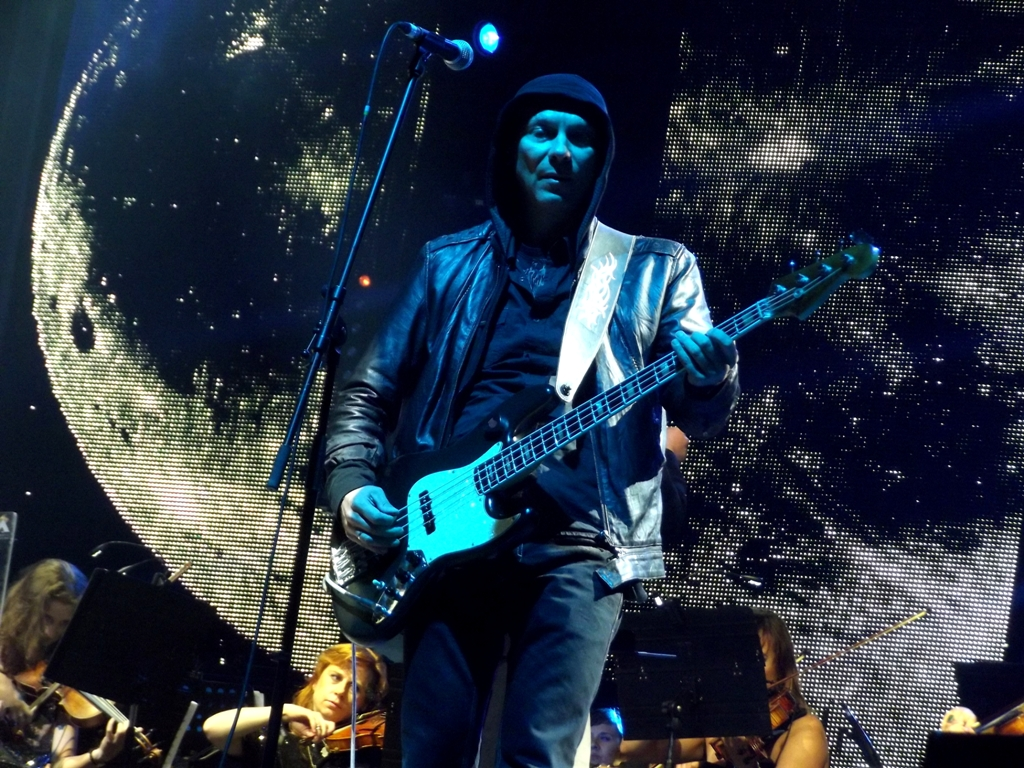
Piotr Urbanek – basista (w latach 1998–2021, 2023 i od 2025)

20 kwietnia 1998 na zapalenie opon mózgowych zmarł były basista grupy Zdzisław Zawadzki. W tym samym roku grupa nagrała koncertowy album promocyjny Suwałki Live '98, na którym umieścił m.in. premierowy utwór pt. „Ale pięknie jest” i nową wersję utworu „Kilka z nich” z solowego repertuaru Grzegorza Markowskiego.
W 1999 Perfect w składzie z Dariuszem Kozakiewiczem i Piotrem Urbankiem nagrał i wydał pierwszą wspólną płytę studyjną pt. Śmigło. Rolę głównego kompozytora na płycie przejął Dariusz Kozakiewicz. Album był promowany czterema singlami – „Nie raz, nie dwa”, „Każdy tańczy sam”, „Miłość rośnie w nas” i „Zamykam oczy – widzę przestrzeń”, jednak żaden z nich nie osiągnął statusu przeboju. Zespół promował również utwory „Śmigło” i „Ten moment”, które obok singli „Miłość rośnie w nas” i „Zamykam oczy – widzę przestrzeń” znalazły się wśród propozycji na Liście Przebojów Programu Trzeciego Polskiego Radia. W ramach promocji albumu grupa zrealizowała także teledysk do utworu „Vampiria de Luxe”. W 1999 odbyła się także trasa koncertowa z okazji XX-lecia istnienia zespołu.
7 kwietnia 2000 z powodu choroby serca zmarł Andrzej Nowicki.

### Dalsza działalność (2001–2013)
Pierwszą płytą, którą Perfect wydał w XXI wieku był koncertowy album pt. Live 2001. W 2002 zespół wydał kolejną płytę pt. Perfect Symfonicznie, nagraną z Polską Orkiestrą Radiową, która pobiła dotychczasowy polski rekord na rynku muzycznym, gdyż już po dwóch tygodniach od premiery uzyskała status platynowej płyty.
12 października 2003 muzycy zespołu zorganizowali happening, grając koncert o godzinie 8 rano na dachu pawilonu Cepelii w centrum Warszawy. Występ zakończył się sfingowanym zatrzymaniem Markowskiego przez policję.
W 2004 zespół wydał szóstą płytę studyjną pt. Schody. Opublikowana została za pośrednictwem portalu Interia.pl, a Perfect był pierwszym polskim zespołem, który zdecydował się na wydanie swej płyty wyłącznie w internecie. Za ten krok zespół otrzymał statuetkę Światowego Dnia Telekomunikacji, którą otrzymują wyłącznie osoby i instytucje szczególnie zasłużone dla polskiej teleinformatyki. 1 kwietnia, w dniu wydania płyty, zespół promował swój najnowszy projekt koncertem w warszawskiej „Stodole”. 28 listopada tego samego roku wystąpił dla kilkuset tysięcy osób na specjalnie zorganizowanym Dniu Polskim na Placu Niepodległości w Kijowie, wraz z Piersiami i Edytą Górniak, podczas trwania pomarańczowej rewolucji. Pod koniec roku Perfect zdecydował się wydać Schody na płycie kompaktowej i analogowej.

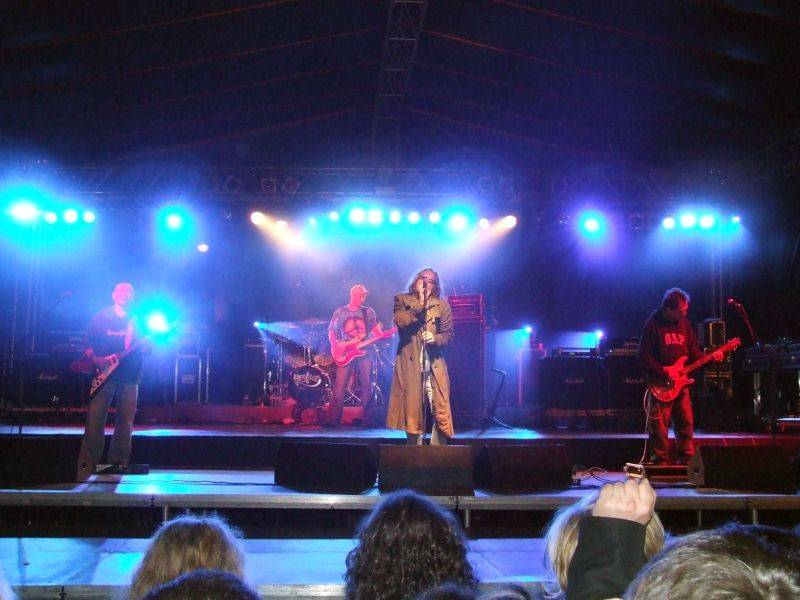
Koncert zespołu Perfect, scenografia we Wrocławiu, 2 maja 2006

W 2006 Perfect obchodził swoje 25. urodziny. Podczas Festiwalu Jedynki Sopot 2006 zespół odebrał Honorowy Złoty Mikrofon przyznany przez Polskie Radio, a także odbył się koncert jubileuszowy. Od czerwca do sierpnia 2006 kontuzjowanego Piotra Szudelskiego zastępowali perkusiści – Sławomir Puchała i Krzysztof Patocki.
W 2007 wydane zostało pierwsze koncertowe DVD Perfectu – Z wtorku na środę, zawierające sfilmowany występ z warszawskiej „Stodoły” z 11 kwietnia 2007, gdzie zagrali swoje największe przeboje. Z wtorku na środę dostało status złotej płyty, która została wręczona zespołowi 21 listopada podczas ponownego koncertu w tym samym miejscu. Perfect został również gwiazdą trasy Lata z radiem 2007, na której wykonywał specjalnie napisaną piosenkę „Lato z MP3”.
W 2008 miała miejsce reedycja płyty Symfonicznie pod nazwą Symfonicznie – Platinum, zawierającej jeden dodatkowy utwór – „Póki nam jeden sen”. Z kolei 10 listopada zespół otrzymał w Sali Kongresowej specjalną nagrodę Super Dziób Radia WAWA za całokształt twórczości oraz 30 lat istnienia.
17 października 2009 odbyła się premiera drugiego koncertowego DVD zespołu – Perfect Symfonicznie, które zawiera nagranie z wrocławskiej Hali Stulecia, zarejestrowane 26 kwietnia 2009. Tego samego dnia, na koncercie Symfonicznie promującym płytę w Sali Kongresowej, grupie Perfect, z towarzyszeniem Polskiej Orkiestry Radiowej pod dyrekcją Wojciecha Zielińskiego, uroczyście wręczono Złote Płyty. 4 listopada ukazał się album Opera Nowohucka formacji Wu-Hae, na którym znalazł się cover przeboju „Nie patrz jak ja tańczę” z udziałem Grzegorza Markowskiego i Marcina Guzika.

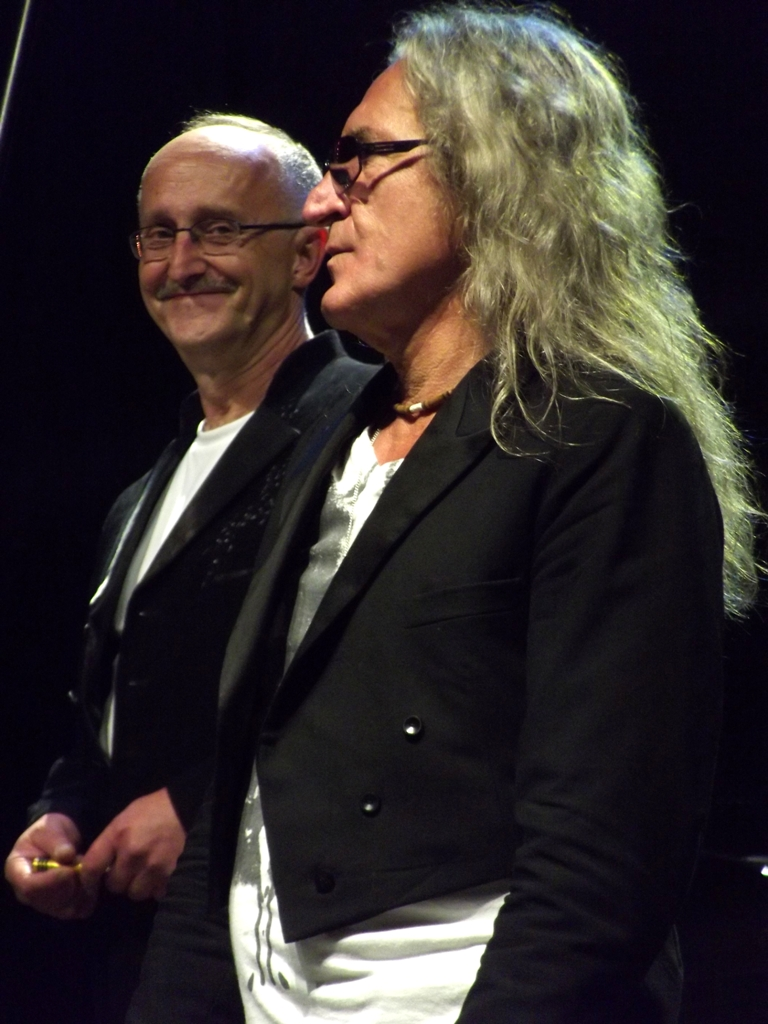
Dyrygent Wojciech Zieliński i Grzegorz Markowski w ramach koncertu z cyklu „Perfect Symfonicznie”

13 marca 2010 odbył się koncert z okazji 30-lecia istnienia zespołu w katowickim Spodku. Występ nosił nazwę „odlotowy koncert” i składał się z trzech części: akustycznej, rockowej i symfonicznej. 9 listopada zespół wydał siódmy album studyjny pt. XXX. Płyta promowana była singlem „Raz po raz (straszą nas)”. Sam album po pierwszym tygodniu sprzedaży znalazł się na szczycie cotygodniowego zestawienia sprzedaży płyt – OLiS. Wkrótce płyta uzyskała status złotej. Wręczenie wyróżnienia odbyło się podczas koncertu w klubie „Stodoła” w Warszawie. Drugim singlem z wydawnictwa była piosenka „Hej, Ty (Twój czas)”. Ostatnim singlem promującym album był utwór „Czy to ja”.
12 czerwca 2011 grupa wystąpiła w opolskim Amfiteatrze Tysiąclecia z okazji 30. rocznicy działalności. Przed pojawieniem się muzyków na scenie, wystąpili artyści zaprzyjaźnieni z zespołem – Maciej Maleńczuk, który zaprezentował piosenkę „Autobiografia” w zupełnie nowej aranżacji reggae; oraz Patrycja Markowska, wykonująca utwór „Opanuj się” i „Trzeba żyć” w duecie ze swoim ojcem Grzegorzem.
25 marca 2013 ukazała się w sprzedaży reedycja debiutanckiego, tzw. „białego albumu” zespołu. W związku z premierą wydawnictwa Grzegorz Markowski, Zbigniew Hołdys oraz Bogdan Olewicz gościli w programie Marka Niedźwieckiego na antenie radiowej Trójki. 12 maja Perfect zagrał na dachu Galerii Korona Kielce w ramach piątych urodzin Festiwalu Scyzoryki. 20 czerwca grupa wystąpiła na Wielkim Koncercie w Sali Kongresowej, podsumowującym ponad 30-letnią działalność artystyczną, a dwa dni później na czwartym Sabacie Czarownic w kieleckim Amfiteatrze Kadzielnia. Następnie 28 czerwca zespół został gwiazdą wieczoru podczas Life Festival Oświęcim 2013, gdzie wystąpił z towarzyszeniem orkiestry symfonicznej. Z kolei 20 lipca zagrali swój jedyny koncert na ówczesnej trasie koncertowej Lata z radiem przy Parku Miejskim w Zamościu, a 29 lipca na terenie Pól Marsowych w Parku Śląskim w Chorzowie w ramach drugiego dnia XV Festiwalu Muzycznego im. Ryśka Riedla „Ku Przestrodze”. Natomiast 18 listopada ukazała się reedycja albumu koncertowego Live, jako druga z serii reedycji płyt gramofonowych z nagraniami muzyki stworzonej przez Redakcję Nagrań Muzyki Rozrywkowej Polskiego Radia.

### Ostatnie lata działalności z Grzegorzem Markowskim (2014–2023)
5 maja 2014 zapowiedziana została premiera kolejnego albumu studyjnego grupy zatytułowanego DaDaDam. Tego samego dnia na antenie radiowej Trójki pojawił się premierowy utwór „Wszystko ma swój czas” z tekstem autorstwa Jacka Cygana. Premiera albumu miała miejsce miesiąc później, 9 czerwca, nakładem Agencji Muzycznej Polskiego Radia. Płyta była zwrotem zespołu w kierunku cięższej, rockowej muzyki. Zawiera 12 kompozycji i była pierwszym albumem w historii grupy bez tekstów Bogdana Olewicza. 27 czerwca 2014 DaDaDam uzyskał oficjalnie status złotej, a następnie 25 lutego 2015 platynowej płyty. Utwór „Wszystko ma swój czas” okazał się być przebojem na miarę pierwszych dokonań grupy. W czerwcu 2015 zdobyła nagrody podczas 52. Krajowego Festiwalu Piosenki Polskiej w Opolu. 8 marca tego samego roku zespół wystąpił w ramach jubileuszowego koncertu Niepokonani. 35-lecie Perfectu w Atlas Arenie w Łodzi, transmitowanego na żywo przez telewizję Polsat. Gościnnie wystąpili również Patrycja Markowska, Igor Herbut oraz Ryszard Sygitowicz. Zapis koncertu ukazał się na płycie DVD wydanej przez Polskie Radio w październiku.

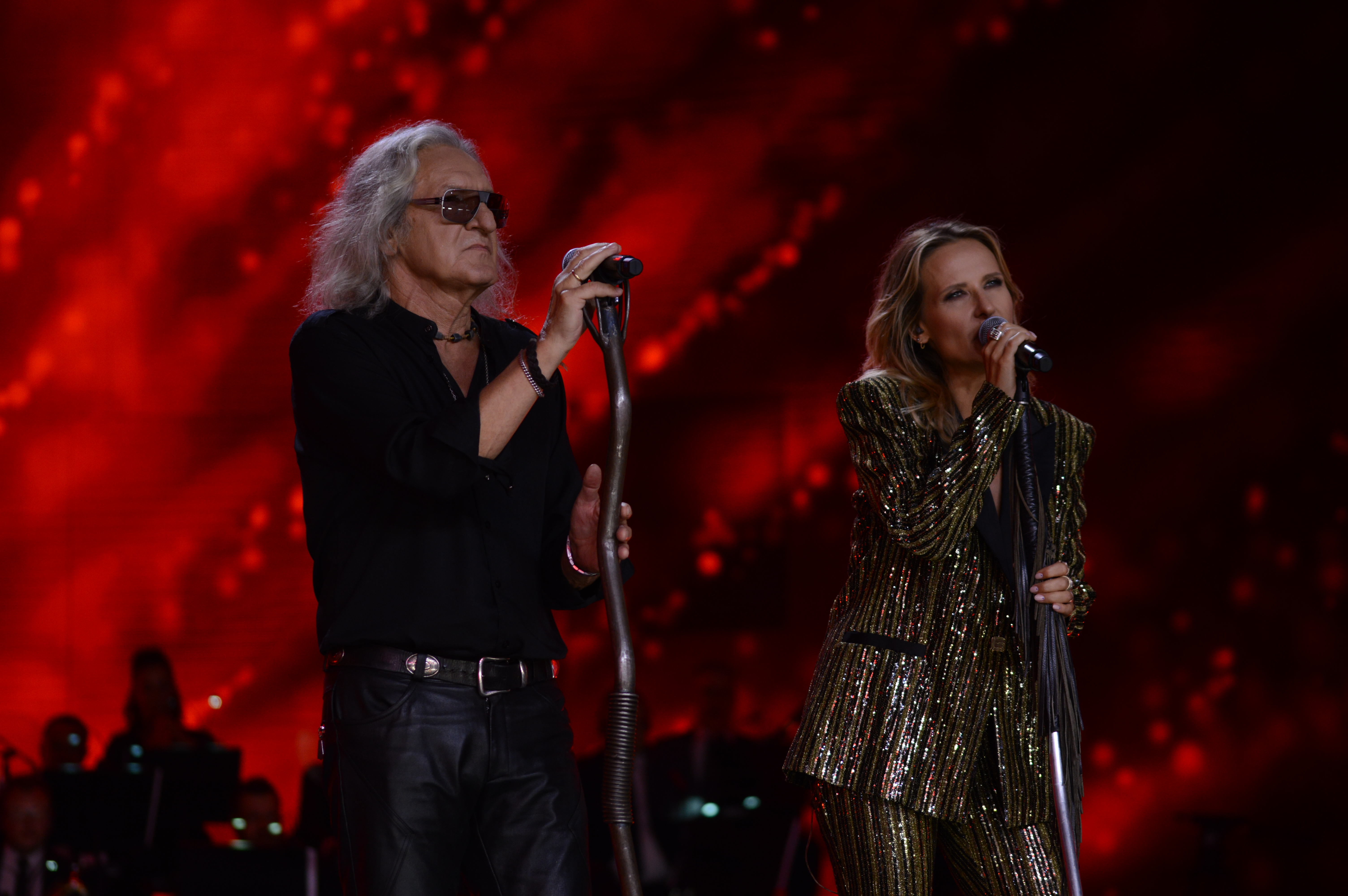
Grzegorz Markowski z córką Patrycją podczas koncertu.

14 października 2016 ukazała się pierwsza akustyczna płyta zespołu pt. Muzyka. Album jest ukłonem w kierunku klasycznego rock and rolla, bluesa, a nawet jazzu. Wydawnictwo promowały single – „Dobre dni” oraz „Ludzie Niepowszedni”. 
W 2019 zespół ogłosił ostatnią trasę koncertową, która częściowo odbyła się w 2020. Z powodu pandemii COVID-19 ostatnie występy zespołu zostały przeniesione na 2021. Koncerty były promowane hasłem: „Trzeba wiedzieć, kiedy ze sceny zejść”. W marcu 2020 ostatni raz z zespołem zagrał Piotr Szkudelski. W październiku 2020 premierę miał pożegnalny utwór zespołu, „Głos”, do którego tekst napisał Bogdan Olewicz. Wraz z końcem miesiąca, zespół na swojej oficjalnej stronie na Facebooku poinformował o przedwczesnym odejściu z grupy Piotra Szkudelskiego – wieloletniego perkusisty i jedynego muzyka łączącego wszystkie składy zespołu od 1980.
W kwietniu 2021 Grzegorz Markowski, za pośrednictwem oficjalnego konta Patrycji Markowskiej na Facebooku, poinformował swoich fanów, że ze względu na pogorszenie się stanu zdrowia nie jest w stanie dokończyć ostatniej trasy z zespołem. Członkowie grupy odnieśli się do wpisu wokalisty. W swoim oświadczeniu poinformowali o zmianie formuły ostatnich koncertów. Wraz z zaproszonymi gośćmi mieli zagrać pod hasłem „Gramy dalej dla Grzegorza”. Do koncertów bez Grzegorza Markowskiego nie doszło. 24 maja zespół (w składzie: Dariusz Kozakiewicz, Jacek Krzaklewski i Piotr Urbanek) umieścił informacje na swoim profilu w portalu Facebook o zakończeniu działalności. Tuż po tym, Grzegorz Markowski kontynuował karierę solową, ograniczając się do niewielkiej liczby występów. Okazyjnie występował także z córką Patrycją. Solową karierę kontynuował także Dariusz Kozakiewicz. 
4 sierpnia 2021 w Szczecinie podczas gali Fryderyki 2020 zespół Perfect otrzymał nagrodę za całokształt twórczości. W imieniu zespołu nagrodę odebrali Piotr Szkudelski i Jacek Krzaklewski. 
18 listopada 2021 po walce z nowotworem zmarł Andrzej Urny. 22 sierpnia 2022 zmarł Piotr Szkudelski. 3 października 2023 po chorobie z rozsianym nowotworem niedrobnokomórkowym zmarł Jerzy Oliwa, wieloletni realizator dźwięku Perfectu. 22 października Perfect w składzie: Markowski / Kozakiewicz / Krzaklewski / Urbanek / Puchała wyjątkowo reaktywował się na jeden koncert upamiętniający Jerzego Oliwę, który odbył się w klubie Forty Kleparz w Krakowie. Dochód z koncertu został przeznaczony na pomoc dla rodziny zmarłego.

### Wznowienie działalności z Łukaszem Drapałą (od 2025)

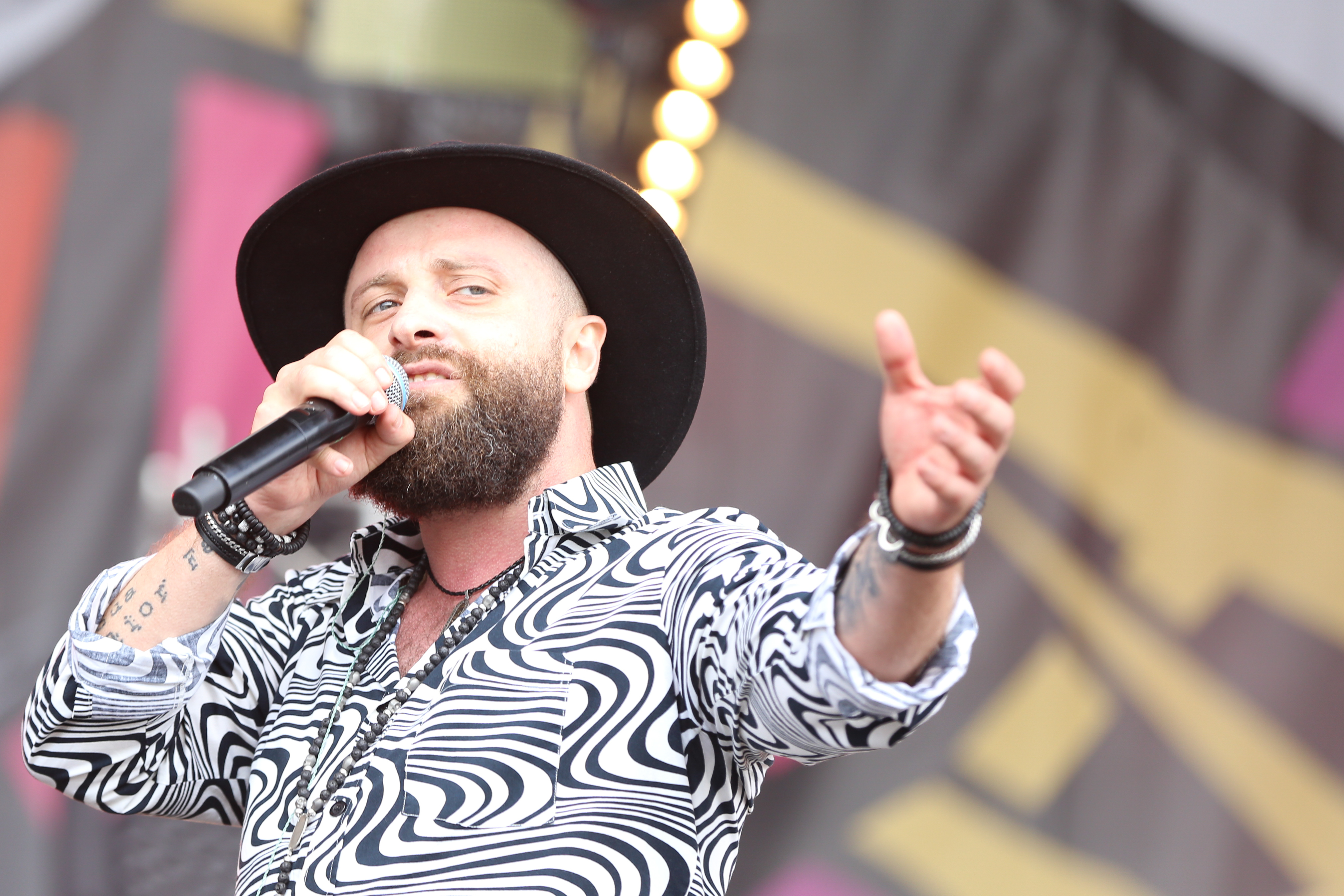
Łukasz Drapała – wokalista (od 2025)

W kwietnia 2025 zespół reaktywował się w składzie: Dariusz Kozakiewicz (gitara), Jacek Krzaklewski (gitara), Piotr Urbanek (gitara basowa), Krzysztof Patocki (perkusja), a jego nowym wokalistą został Łukasz Drapała. 1 kwietnia 2025 zespół wystąpił w ramach programu telewizyjnego Pytanie na śniadanie, w którym zaprezentował nowego wokalistę i ujawnił plany koncertowe w ramach trasy związanej z 45. rocznicą powstania zespołu Perfect. 2 i 3 kwietnia na swojej oficjalnej stronie w portalu Facebook opublikował pierwsze nagrania ze wspólnej próby z nowym wokalistą, które odbył w ramach przygotowań do wspomnianej trasy z okazji jubileuszu. Pierwszy koncert w nowym składzie, pod hasłem „Perfect powraca – koncert zespołu Perfect i Łukasza Drapały” zagrał 18 maja 2025 w Ursynowskim Centrum Kultury „Alternatywy” w Warszawie. 1 maja 2025 członkowie zespołu: Łukasz Drapała, Dariusz Kozakiewicz, Jacek Krzaklewski i były basista grupy Mieczysław Jurecki wystąpili na scenie we Wrocławiu w ramach Gitarowego Rekordu Świata jako goście specjalni zespołu Cichoński & Torres Band.

## Odłamy zespołu

### Perfect & Adrenalina (2022–2024)
W lipcu 2022 powołana została grupa Perfect & Adrenalina (początkowo Adrenalina & Perfect). Nazwa grupy nawiązuje do długoletniego fan klubu Perfectu – "Adrenalina" założonego przez Mariusa Lenarczyka i tworzyli ją trzej byli muzycy Perfectu: Jacek Krzaklewski, Mieczysław Jurecki i Ryszard Sygitowicz, a także Bartosz "Bratek" Wójcik, Piotr Skóra i Krzysztof "Junior" Żurek. W ramach projektu powstał utwór "Naiwny sen", a w czerwcu 2023 odbył się pierwszy koncert. Z powodu równoległej działalności Jureckiego w Budce Suflera zespół poszerzył skład o dodatkowego basistę, którym został Adrian Szupke. Grupa zagrała łącznie trzy koncerty, po czym wstrzymała działalność koncertową rozważając zmianę wokalisty. W czerwcu 2024 muzycy całego składu odcięli się od Mariusa Lenarczyka oraz od projektu Perfect & Adrenalina.

### Perfect Human (2023–2024)
W 2023 Piotr Urbanek wziął udział w reaktywacji zespołu Human w nowym składzie, który uzupełnili – Krzysztof Patocki (perkusja), Arkadiusz Gałka (gitara), Grzegorz Wilk (wokal). 11 sierpnia zespół wystąpił w Szczebrzeszynie, gdzie oprócz autorskiego repertuaru zagrał również utwory Perfectu. Po tym koncercie nowy skład zmienił nazwę na Perfect Human.

### Perfect Gold (2024–2025)
W lipcu 2024 muzycy tworzący wcześniej projekt Perfect & Adrenalina – Jacek Krzaklewski, Ryszard Sygitowicz, Piotr Skóra, Bartosz "Bratek" Wójcik i Krzysztof Żurek zapowiedzieli powrót zespołu pod nową nazwą – Perfect Gold. Do grupy dołączył także Piotr Urbanek. Muzycy poinformowali w mediach o najbliższych planach koncertowych. Zdradzili również, że wraz z nimi jako gość specjalny wystąpi Aga Bieńkowska – wokalistka zespołu ExMaanam, która ostatecznie nie wystąpiła z zespołem. Projekt zyskał poparcie Grzegorza Markowskiego. Grupa Perfect Gold zadebiutowała we wrześniu 2024 koncertem w Olsztynie. W grudniu zapowiedziała koncerty z gościnnym udziałem Dariusza Kozakiewicza. 26 stycznia 2025 wystąpiła w Kołobrzegu w ramach WOŚP, jednak bez zapowiedzianego udziału Kozakiewicza, który rozpoczął wspólne próby z zespołem dopiero w lutym. 1 kwietnia 2025 zespół ogłosił zakończenie działalności, z powodu decyzji Dariusza Kozakiewicza, Jacka Krzeklewskiego i Piotra Urbanka o reaktywacji Perfectu z Łukaszem Drapałą jako wokalistą.

## Muzycy

### Obecny skład zespołu
- Łukasz Drapała – śpiew (od 2025)
- Jacek Krzaklewski – gitara (1989–1991, 1994–2021, 2023, od 2025)
- Dariusz Kozakiewicz – gitara (1997–2021, 2023, od 2025)
- Piotr Urbanek – gitara basowa (1998–2021, 2023, od 2025)
- Krzysztof Patocki – perkusja (2006[65], od 2025)

### Historia składów
| 1977 – 1979       | - Zbigniew Hołdys – gitara, śpiew - Basia Trzetrzelewska – śpiew - Ewa Konarzewska – śpiew - Zdzisław Zawadzki – gitara basowa - Paweł Tabaka – instrumenty klawiszowe - Wojciech Morawski – perkusja                                                    |
| 1979 – 1982       | - Zbigniew Hołdys – gitara, śpiew - Grzegorz Markowski – śpiew - Zdzisław Zawadzki – gitara basowa - Ryszard Sygitowicz – gitara - Piotr Szkudelski – perkusja                                                                                           |
| 1982 – 1983; 1987 | - Zbigniew Hołdys – gitara, śpiew - Grzegorz Markowski – śpiew - Andrzej Nowicki – gitara basowa - Andrzej Urny – gitara - Piotr Szkudelski – perkusja                                                                                                   |
| 1989 – 1991       | - Zbigniew Hołdys – gitara, śpiew - Mieczysław Jurecki – gitara basowa - Jacek Krzaklewski – gitara - Piotr Szkudelski – perkusja |
| 1993 – 1994       | - Grzegorz Markowski – śpiew - Andrzej Nowicki – gitara basowa - Andrzej Urny – gitara - Ryszard Sygitowicz – gitara - Piotr Szkudelski – perkusja |
| 1994 – 1997       | - Grzegorz Markowski – śpiew - Andrzej Nowicki – gitara basowa - Jacek Krzaklewski – gitara - Ryszard Sygitowicz – gitara - Piotr Szkudelski – perkusja                                                                                                  |
| 1997 – 1998       | - Grzegorz Markowski – śpiew - Andrzej Nowicki – gitara basowa - Jacek Krzaklewski – gitara - Dariusz Kozakiewicz – gitara - Piotr Szkudelski – perkusja                                                                                                 |
| 1998 – 2020       | - Grzegorz Markowski – śpiew - Piotr Urbanek – gitara basowa, kontrabas - Jacek Krzaklewski – gitara - Dariusz Kozakiewicz – gitara - Piotr Szkudelski – perkusja - Krzysztof Patocki – perkusja (zastępstwo) - Sławomir Puchała – perkusja (zastępstwo) |
| 2020 – 2021; 2023 | - Grzegorz Markowski – śpiew - Piotr Urbanek – gitara basowa - Jacek Krzaklewski – gitara - Dariusz Kozakiewicz – gitara - Sławomir Puchała – perkusja (gościnnie)                                                                                       |
| od 2025           | - Łukasz Drapała – śpiew - Piotr Urbanek – gitara basowa - Jacek Krzaklewski – gitara - Dariusz Kozakiewicz – gitara - Krzysztof Patocki – perkusja |

## Dyskografia

### Albumy studyjne
- Perfect (1981)
- UNU (1982)
- Jestem (1994)
- Geny (1997)
- Śmigło (1999)
- Schody (2004)
- XXX (2010)
- DaDaDam (2014)
- Muzyka (2016)
- Głos (2020) – pożegnalny singel wydany w formie limitowanego albumu CD[127][128][94]

### Albumy koncertowe
- Live (1983)
- Live April 1’1987 (1987)
- Katowice Spodek Live ’94 (1994)
- Suwałki Live ’98 (1998)
- Twoja Era Muzyki (1999)
- Live 2001 (2001)
- Trójka Live (2007)
- Z Archiwum Polskiego Radia, Vol. 20 (2009)

### Albumy wideo
- Z wtorku na środę (2007)
- Symfonicznie (2008)
- Live 1995 (2014)
- Niepokonani: 35 lat, Live (2015)

### Kompilacje
- 1981–1989 (1989)
- 1977–1991 (1991)
- 1971–1991 Historie Nieznane (1993)
- Ballady (1995)
- Gold (1998)
- Złote Przeboje (1998)
- Platynowa kolekcja: Złote przeboje (1999)
- Solidex (2000)
- Symfonicznie (2002)
- Perfect dla Polpharmy (2004)
- Symfonicznie – Platinum (2007)
- Bursztynowa kolekcja Empik: The Very Best of Perfect (2015)
- The Greatest Hits (2016)

### Inne nagrania
- Halina Żytkowiak – Jestem tylko dziewczyną (1978)[129]
- Anna Jantar – Anna Jantar (album) (nagrania z 1979[18]; wyd. 1980[130])

## Filmografia[131]

### Obsada aktorska
- Zostać miss (serial telewizyjny, odc. 13 – 2001)
- Pensjonat nad rozlewiskiem (serial telewizyjny, odc. 3 – 2018)

### Wykonanie muzyki
- Kobieta i kobieta (film fabularny, 1979)

### Bohater filmu
- Nie bój się tego... (film dokumentalny, 1982)

## Nagrody i wyróżnienia
| Rok  | Kategoria                | Nagroda        | Uwagi      |
| ---- | ------------------------ | -------------- | ---------- |
| 2011 | Album roku rock (za XXX) | Fryderyk       | Nominacja  |
| 2015 | Muzyka (za DaDaDam)      | Telekamera     | 3. miejsce |
| 2020 | Muzyka rozrywkowa        | Złoty Fryderyk | Wygrana    |